# Visokošolsko izobraževanje v Sloveniji
Visokošolsko izobraževanje v Sloveniji je organizirano na univerzah, na javnih in koncesioniranih samostojnih visokošolskih zavodih in na nekoncesioniranih zasebnih samostojnih visokošolskih zavodih.

## Univerze

### Univerza v Ljubljani
- Akademija za glasbo (UL AG)
- Akademija za gledališče, radio, film in televizijo (UL AGRFT)
- Akademija za likovno umetnost in oblikovanje (UL ALUO)
- Biotehniška fakulteta (UL BF)
- Ekonomska fakulteta (UL EF)
- Fakulteta za arhitekturo (UL FA)
- Fakulteta za družbene vede (UL FDV)
- Fakulteta za elektrotehniko (UL FE)
- Fakulteta za farmacijo (UL FFA)
- Fakulteta za gradbeništvo in geodezijo (UL FGG)
- Fakulteta za kemijo in kemijsko tehnologijo (UL FKKT)
- Fakulteta za matematiko in fiziko (UL FMF)
- Fakulteta za pomorstvo in promet (UL FPP)
- Fakulteta za računalništvo in informatiko (UL FRI)
- Fakulteta za socialno delo (UL FSD)
- Fakulteta za strojništvo (UL FS)
- Fakulteta za šport (UL FŠ)
- Fakulteta za upravo (UL FU)
- Filozofska fakulteta (UL FF)
- Medicinska fakulteta (UL MF)
- Naravoslovnotehniška fakulteta (UL NTF)
- Pedagoška fakulteta (UL PEF)
- Pravna fakulteta (UL PF)
- Teološka fakulteta (UL TEOF)
- Veterinarska fakulteta (UL VF)
- Zdravstvena fakulteta (UL ZF)

### Univerza v Mariboru
- Ekonomsko-poslovna fakulteta (UM EPF)
- Fakulteta za elektrotehniko, računalništvo in informatiko (UM FERI)
- Fakulteta za energetiko (UM FE)
- Fakulteta za gradbeništvo (UM FG)|
- Fakulteta za kemijo in kemijsko tehnologijo (UM FKKT)
- Fakulteta za kmetijstvo in biosistemske vede (UM FKBV)
- Fakulteta za logistiko (UM FL)
- Fakulteta za naravoslovje in matematiko (UM FNM)
- Fakulteta za organizacijske vede (UM FOV)
- Fakulteta za strojništvo (UM FS)
- Fakulteta za turizem (UM FT)
- Fakulteta za varnostne vede (UM FVV)
- Fakulteta za zdravstvene vede (UM FZV)
- Filozofska fakulteta (UM FF)
- Medicinska fakulteta (UM MF)
- Pedagoška fakulteta (UM PEF)
- Pravna fakulteta (UM PF)

### Univerza na Primorskem
- Fakulteta za humanistične študije Koper (UP FHŠ)
- Fakulteta za management Koper (UP FM)
- Fakulteta za matematiko, naravoslovje in informacijske tehnologije Koper (UP FAMNIT)
- Fakulteta za turistične študije Portorož – Turistica (UP FTŠ)
- Fakulteta za vede o zdravju (UP FVZ)
- Pedagoška fakulteta Koper (UP PEF)

### Univerza v Novi Gorici
- Fakulteta za humanistiko (UNG FH)
- Fakulteta za naravoslovje
- Fakulteta za podiplomski študij
- Fakulteta za vinogradništvo in vinarstvo (FVV)
- Fakulteta za znanosti o okolju (UNG FZO)
- Poslovno-tehniška fakulteta (UNG PTF)
- Akademija umetnosti (UNG AU)

### Univerza v Novem mestu
- Fakulteta za ekonomijo in informatiko
- Fakulteta za poslovne in upravne vede Novo mesto
- Fakulteta za strojništvo
- Fakulteta za zdravstvene vede Novo mesto

## Samostojni visokošolski zavodi

### Javni in koncesionirani samostojni visokošolski zavodi
- Evropska pravna fakulteta v Novi Gorici (EVRO-PF)
- Fakulteta za dizajn Ljubljana
- Fakulteta za državne in evropske študije (FDŠ)
- Fakulteta za informacijske študije v Novem mestu (FIŠ)
- Fakulteta za uporabne družbene študije v Novi Gorici (FUDŠ)
- Fakulteta za varstvo okolja Velenje
- Fakulteta za zdravstvo Angele Boškin (FZAB)
- Mednarodna fakulteta za družbene in poslovne študije (MFDPŠ)

### Nekoncesionirani zasebni samostojni visokošolski zavodi
- Alma Mater Europaea - Evropski center Maribor (ECM)
- Fakulteta za aplikativne vede (VIST)
- Fakulteta za komercialne in poslovne vede (FKPV)
- Fakulteta za medije (FAM)
- Fakulteta za pravo in poslovne vede
- Fakulteta za poslovne in upravne vede Novo mesto (FPUV)
- Fakulteta za tehnologijo polimerov Slovenj Gradec
- Fakulteta za uporabne poslovne in družbene študije Maribor DOBA
- Fakulteta za zdravstvene vede v Celju (FZVCE)
- Fakulteta za zdravstvene in socialne vede Slovenj Gradec (FZSV SG)
- Gea College
- IBS mednarodna poslovna šola Ljubljana (IBS)
- Mednarodna podiplomska šola Jožefa Stefana (MPŠ)
- Visoka šola za računovodstvo in finance (VŠR)